# Lãi suất cơ bản
Lãi suất cơ bản là một công cụ để thực hiện chính sách tiền tệ của Ngân hàng Nhà nước Việt Nam trong ngắn hạn. Theo Luật Ngân hàng Nhà nước, lãi suất cơ bản chỉ áp dụng cho Đồng Việt Nam, do Ngân hàng Nhà nước công bố, làm cơ sở cho các tổ chức tín dụng ấn định lãi suất kinh doanh. Lãi suất cơ bản được xác định dựa trên cơ sở lãi suất thị trường liên ngân hàng, lãi suất nghiệp vụ thị trường mở của Ngân hàng Nhà nước, lãi suất huy động đầu vào của tổ chức tín dụng và xu hướng biến động cung-cầu vốn. Theo Luật Dân sự, các tổ chức tín dụng không được cho vay với lãi suất cao hơn 1.5 lần lãi suất cơ bản.
Tuy được nhắc đến trong Luật Ngân hàng Nhà nước và luật này có hiệu lực từ ngày 1 tháng 10 năm 1998, song lãi suất cơ bản chỉ được công bố lần đầu vào ngày 02 tháng 8 năm 2000 theo Quyết định số 242/2000/QĐ-NHNN được áp dụng từ ngày 05/8/2000. Trong lần đầu được công bố, lãi suất cơ bản ở mức 8%/năm. Vào thời điểm tháng 6 năm 2008, lãi suất cơ bản là 14%/năm (Theo Quyết định 1317/QĐ-NHNN ngày 10/6/2008). Điều này có nghĩa là các tổ chức tín dụng có thể quyết định mức lãi suất cho vay của mình cao tới 21%/năm.
Các công cụ điều hành chính sách tiền tệ của các ngân hàng trung ương nước ngoài tương tự như lãi suất cơ bản của Ngân hàng Nhà nước Việt Nam là Fed Funds Rate của Hoa Kỳ, London Interbank Offered Rate (LIBOR) của Anh, Tokyo Inter-Bank Offered Rate (TIBOR) của Nhật Bản, Euro Interbank Offered Rate của Liên minh châu Âu. Các lãi suất trên đôi khi cũng được dịch sang tiếng Việt là lãi suất cơ bản.